# Persoonia rigida
Persoonia rigida (лат.) — кустарник, вид рода Персоония (Persoonia) семейства Протейные (Proteaceae), эндемик юго-восточной Австралии. Прямостоячий или низкорослый кустарник с опушёнными молодыми веточками, от копьевидных до лопаткообразных листьев, опушённых в молодом возрасте, и жёлтых цветков.

## Ботаническое описание

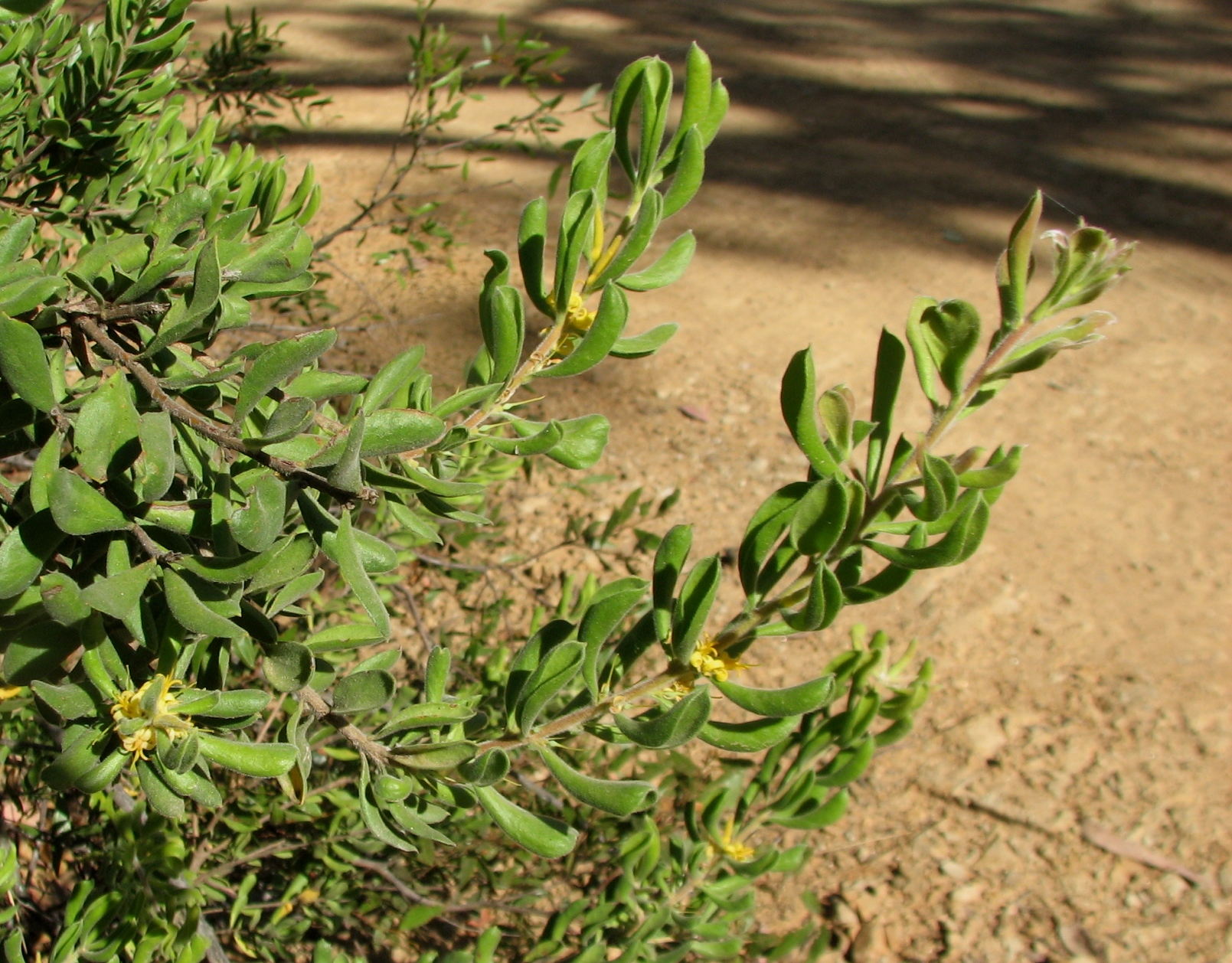
P. rigida в природе

Persoonia rigida — прямостоячий или низкорослый кустарник высотой 0,15-2 м. Молодые ветви и листья в молодом возрасте опушены. Листья копьяевидные с более узким концом к основанию, или лопатообразные длиной 15-50 мм и шириной 4-19 мм с загнутыми вниз краями. Цветки расположены группами до двадцати на цветоносном побеге длиной до 90 мм, который продолжает расти после цветения. Цветок расположен на цветоножке 1-3 мм длиной с листом у основания. Листочки околоцветника жёлтые, длиной 10-12 мм, опушённые снаружи, но с гладкой завязью. Цветение происходит с ноября по март. Доля цветков, из которых развиваются плоды, необычно высокая у P. rigida по сравнению с другими представителями этого рода.

## Таксономия
Впервые вид был официально описан в 1830 году Робертом Брауном в Supplementum primum Prodromi florae Novae Hollandiae. В пределах рода P. rigida классифицируется в группе lanceolata, группе из 54 близкородственных видов с похожими цветками, но очень разной листвой. Эти виды часто скрещиваются друг с другом, где встречаются два члена группы.

## Распространение и местообитание
Persoonia rigida — эндемик юго-восточной Австралии. Встречается от хребта Ливерпул в центральной части Нового Южного Уэльса к югу до Среднего запада Виктории. Произрастает на внутренней (северной и западной) стороне Большого Водораздельного хребта, но простирается на восток до Спрингвуда в Нижних Голубых горах на высотах между 300 и 1300 м. Растёт на песчаниковых или каменистых почвах в сухих склерофитовых лесах или на пустошах. Известно, что он гибридизируется с P. juniperina и P. sericea. Вид ассоциирован в Виктории с такими деревьями, как Eucalyptus macrorhyncha и Eucalyptus polyanthemos.

## В садоводстве
P. rigida выращивалась в Англии в 1824 году, но сейчас этот вид редко можно увидеть в садах, посколЬку она не обладает особой садоводческой привлекательностью.